# Red Dot Design Award

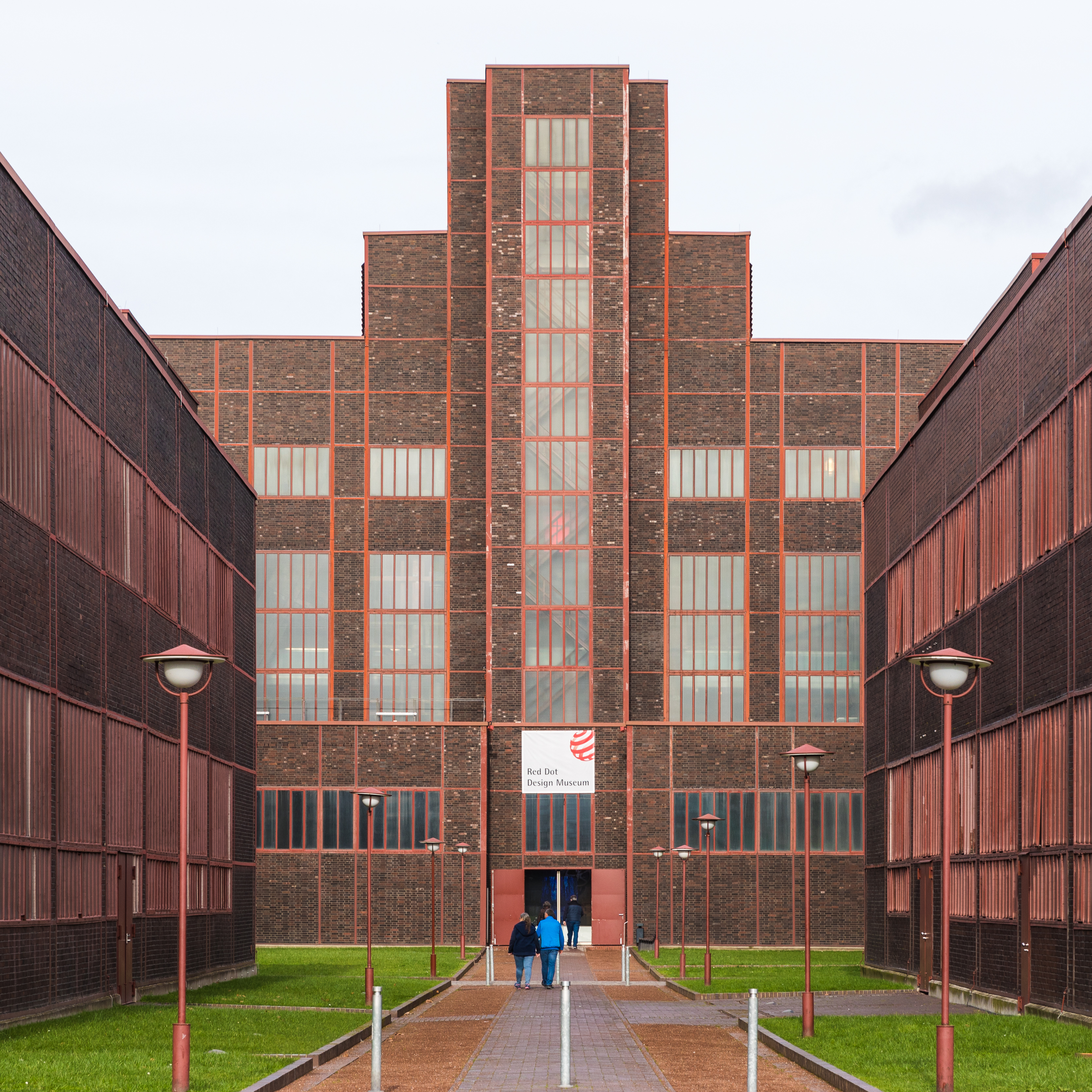
Le Red Dot Design Museum dans la chaufferie de la mine de charbon Zollverein, puits 12.

Le Red Dot Design Award est un prix international de design de produits et de design de communication attribué par le Design Zentrum Nordrhein Westfalen à Essen, en Allemagne. Il existe des catégories de prix pour le design de produits, les agences de design et les concepts de design. Depuis 1955, les concepteurs et les producteurs peuvent postuler pour les prix. Les lauréats sont présentés lors d'une cérémonie annuelle. Les produits primés sont présentés au Red Dot Design Museum dans les locaux du complexe industriel historique de la mine de charbon Zollverein à Essen. Le Red Dot Design Museum à Essen a été construit en 1997. Il s’agit également du premier musée Red Dot Design. Le deuxième Red Dot Design Museum a été construit à Singapour en 2005. En 2013, le Red Dot Design Museum Taipei a été ouvert. Le Red Dot Design Award a reçu plus de 15 500 soumissions de 70 pays en 2014. 

## Catégories
Le Red Dot est attribué dans trois disciplines différentes : 

### Design de produit et équipe de design
Le plus ancien des trois prix, le Red Dot Award: Product Design était connu sous le nom de Design Innovationen jusqu'en 2000. Le concours est ouvert à plusieurs domaines de la fabrication, notamment les meubles, les appareils ménagers, les machines, les voitures et les outils. Parmi les lauréats figurent Berendsohn en 2003, Inga Sempé en 2007 et Lunar Design en 2015. TROIKE étaient les lauréats de 2016 avec le décapsuleur appelé « Circus ».  
Le « Red Dot : Design Team of the Year » est un prix décerné chaque année depuis 1988 aux équipes de design qui ont affecté les marchés mondiaux en raison de leurs réalisations en matière de design. Parmi les lauréats figurent des sociétés telles que Apple en 2002, Adidas en 2005, LG Electronics en 2006, BMW en 2007, Bose en 2008, Porsche en 2012, Lenovo en 2013, Bosch en 2015 et Ferrari en 2019.

### Design dans la communication
Depuis 1993, prix Red Dot : Communication Design est récompensé pour ses réalisations dans les domaines du design d’entreprise, de la publicité, des médias interactifs ou du design sonore. 
Depuis 2008, le prix "Red Dot : Agence de l'année" est décerné à une agence de design qui a touché l'ensemble de la branche en raison de ses réalisations en matière de conception. 

### Concept de design
En 2005, Red Dot a créé le Red Dot Design Museum Singapore et est également récompensé pour ses innovations en matière de design. Le « Red Dot Award : Design Concept » est axé sur les concepts, les idées et les visions de design. Le concours s'adresse aux jeunes talents créatifs, aux concepteurs et aux entreprises de création du monde entier. Flint est lauréat du Red Dot Design Award pour Design Concept 2015. 